# Юйхан
Юйха́н (кит. упр. 余杭, пиньинь Yúháng) — район городского подчинения города субпровинциального значения Ханчжоу провинции Чжэцзян (КНР).

## История
После того, как китайские земли в III веке до н. э. впервые в истории были объединены в единое государство — империю Цинь, эти земли вошли в состав уездов Юйхан (余杭县) и Цяньтан (钱唐县).
Во времена империи Суй в 589 году была образована область Ханчжоу (杭州), власти которой сначала разместились в уезде Юйхан, а в следующем году переехали в уезд Цяньтан. Во времена империи Тан область Ханчжоу была в 607 году переименована в округ Юйхан (余杭郡), но в 621 году снова стала областью Ханчжоу, при этом из-за практики табу на имена иероглиф «тан» в названии уезда Цяньтан был заменён на омонимичный, в результате чего оно стало писаться как 钱塘.
В эпоху Пяти династий во времена империи Поздняя Лян в 922 году из кусков территории уездов Цяньтан, Яньгуань и Фучунь был образован уезд Цяньцзян (钱江县). Во времена империи Сун уезд Цяньцзян был в 979 году переименован в Жэньхэ (仁和县).
После Синьхайской революции в 1912 году из уездов Цяньтан и Жэньхэ был создан уезд Хансянь (杭县), ставший местом пребывания властей провинции Чжэцзян. В 1927 году урбанизированная часть уезда Хансянь была официально выделена в отдельный город Ханчжоу (杭州市).
После образования КНР уезд Хансянь был напрямую подчинён властям провинции Чжэцзян, а уезд Юйхан вошёл в состав Специального района Линьань (临安专区). В 1951 году уезд Хансянь тоже был передан в состав Специального района Линьань, но затем переведён под юрисдикцию властей Ханчжоу. В 1953 году Специальный район Линьань был расформирован, и уезд Юйхан перешёл в состав Специального района Цзясин (嘉兴专区). В 1957 году уезд Юйхан перешёл в состав Специального района Цзяньдэ (建德专区). В апреле 1958 года уезд Хансянь был расформирован, а на его землях был создан Ханчжоуский пригородный район (杭州市郊区). В октябре 1958 года уезд Юйхан был присоединён к уезду Линьань, который вновь перешёл в состав Специального района Цзясин.
В январе 1960 года Ханчжоуский пригородный район был расформирован, а вместо него была создана Объединённая коммуна Цяньтан (钱塘联社); уезд Линьань был передан под юрисдикцию властей Ханчжоу. В марте 1961 года из уезда Линьань были выделены земли бывшего уезда Юйхан, и после их объединения с землями Объединённой коммуны Цяньтан на этой территории в апреле 1961 года был вновь образован уезд Юйхан.
В апреле 1994 года уезд Юйхан был преобразован в городской уезд.
2 февраля 2001 года городской уезд Юйхан был преобразован в район городского подчинения.

## Административное деление
Район делится на 14 уличных комитетов и 6 посёлков.